# Michel Launay
Michel Launay (né à Issy-les-Moulineaux le 24 août 1943 et mort à Sens le 21 janvier 2014) est un scénographe français.

## Biographie
Il a travaillé en France avec des metteurs en scène renommés : Peter Brook, Antoine Vitez, Charles Tordjman, Victor Garcia, André-Louis Perinetti, Michel Didym. Ses scénographies ont notamment été créées à Paris au Théâtre de la Ville et au Théâtre national de Chaillot, ainsi qu’au Théâtre national de Strasbourg et au Centre dramatique national de Nancy.
Michel Launay est le scénographe qui a le plus travaillé avec Mehmet Ulusoy. Il a conçu pour lui la scénographie de huit spectacles :
- Pourquoi Benerdji s'est-il suicidé ?, d’après Nazim Hikmet, créé au Festival d'Avignon (au Cloître des Carmes), en 1980, et au Théâtre national d’Istanbul, en 2002 ;
- Pantagruel, d’après François Rabelais, créé au Centre dramatique de La Courneuve, en coréalisation avec le Centre dramatique national de Marseille et la Maison des Arts de Créteil, en 1981 ;
- Le Vieil Homme et la Mer, d’après Ernest Hemingway, créé au Festival de Fort de France et, à Paris, au Théâtre du Lierre, en 1984, et au Festival international de théâtre d’Istanbul, en 1986 ;
- Prométhée, d’après Eschyle, créé à Paris au Théâtre de l’Athénée en 1986 ;
- Paysages humains, d’après Nazim Hikmet, créé à Paris au Théâtre national de l’Odéon, en 1987 ;
- Le Pilier, d’après Yaşar Kemal, créé à Paris au Théâtre national de la Colline, en 1991 ;
- Équateur funambule, d’après Aimé Césaire, créé à Paris au Théâtre du Lierre, en 1995 ;
- Le Cri, d’après Genco Erkal, créé à la Maison de l’acteur de Montrouge, en 1997.

## Récompense
Michel Launay a reçu le prix Afife (le meilleur scénographie de l'année) en 2002 pour la scénographie de Pourquoi Benerdji s'est-il suicidé ?